# Austria ai Giochi della XI Olimpiade
L'Austria partecipò ai Giochi della XI Olimpiade, svoltisi a Berlino, Germania, dal 1º al 16 agosto 1936, con una delegazione di 234 atleti impegnati in diciannove discipline.

## Medagliere

### Per discipline
| Sport             | Oro | Argento | Bronzo | Totale |
| ----------------- | --- | ------- | ------ | ------ |
| Canoa/kayak       | 3   | 3       | 1      | 7      |
| Sollevamento pesi | 1   | 0       | 0      | 1      |
| Calcio            | 0   | 1       | 0      | 1      |
| Canottaggio       | 0   | 1       | 0      | 1      |
| Pallamano         | 0   | 1       | 0      | 1      |
| Equitazione       | 0   | 0       | 1      | 1      |
| Scherma           | 0   | 0       | 1      | 1      |
| Totale            | 4   | 6       | 3      | 13     |

### Medaglie
| Medaglia | Atleta | Sport             | Evento                         |
| -------- | --- | ----------------- | ------------------------------ |
| Oro      | Gregor Hradetzky | Canoa/kayak       | K1 1000 metri                  |
| Oro      | Adolf Kainz Alfons Dorfner | Canoa/kayak       | K2 1000 metri                  |
| Oro      | Gregor Hradetzky | Canoa/kayak       | F1 10000 metri                 |
| Oro      | Robert Fein | Sollevamento pesi | Pesi leggeri                   |
| Argento  | Austria | Calcio            | Torneo maschile                |
| Argento  | Rupert Weinstabl Karl Proisl | Canoa/kayak       | C2 1000 metri                  |
| Argento  | Fritz Landertinger | Canoa/kayak       | K1 10000 metri                 |
| Argento  | Viktor Kalisch Karl Steinhuber | Canoa/kayak       | K2 10000 metri                 |
| Argento  | Josef Hasenöhrl | Canottaggio       | Singolo maschile               |
| Argento  | Alois Schnabel Franz Bartl Johann Tauscher Otto Licha Emil Juracka Leopold Wohlrab Jaroslav Volak Alfred Schmalzer Ludwig Schuberth Ferdinand Kiefler Anton Perwein Fritz Maurer Franz Brunner Fritz Wurmböck Siegfried Purner Hans Zehetner Hans Houschka Franz Bistricky Franz Berghammer Walter Reisp Josef Krejci Siegfried Powolny | Pallamano         |                                |
| Bronzo   | Rupert Weinstabl Karl Proisl | Canoa/kayak       | C2 10000 metri                 |
| Bronzo   | Alois Podhajsky | Equitazione       | Dressage individuale           |
| Bronzo   | Ellen Preis | Scherma           | Fioretto individuale femminile |

## Risultati

### Calcio
| Atleta | Classifica |                    |
| --- | --- | ------------------ |
| V · D · M Nazionale austriaca · Calcio ai Giochi Olimpici Estivi 1936 P E. Kainberger · P Logofsky · D Kargl · D Künz · D Schaffelhofer · C Bacher · C Hofmeister · C Krenn · C Wahlmüller · A Fuchsberger · A K. Kainberger · A Kitzmüller · A Laudon · A Mandl · A Steinmetz · A Werginz · CT : Hogan - Meisl | Argento |                    |
| Nazionale austriaca · Calcio ai Giochi Olimpici Estivi 1936 | |                    |
| P E. Kainberger · P Logofsky · D Kargl · D Künz · D Schaffelhofer · C Bacher · C Hofmeister · C Krenn · C Wahlmüller · A Fuchsberger · A K. Kainberger · A Kitzmüller · A Laudon · A Mandl · A Steinmetz · A Werginz · CT: Hogan - Meisl                                                                        | P E. Kainberger · P Logofsky · D Kargl · D Künz · D Schaffelhofer · C Bacher · C Hofmeister · C Krenn · C Wahlmüller · A Fuchsberger · A K. Kainberger · A Kitzmüller · A Laudon · A Mandl · A Steinmetz · A Werginz · CT: Hogan - Meisl | Austria (bandiera) |

### Pallanuoto
| Atleta | Classifica |                    |
| --- | --- | ------------------ |
| V · D · M Nazionale maschile austriaca di pallanuoto · Giochi olimpici - Berlino 1936 Blasl · Hawlik · Kunz · Lergetporer · Müller · Ploner · Riedl · Schönfels · Seitz · Steinbach · Wenninger · CT : - | 6° |                    |
| Nazionale maschile austriaca di pallanuoto · Giochi olimpici - Berlino 1936 | |                    |
| Blasl · Hawlik · Kunz · Lergetporer · Müller · Ploner · Riedl · Schönfels · Seitz · Steinbach · Wenninger · CT: -                                                                                        | Blasl · Hawlik · Kunz · Lergetporer · Müller · Ploner · Riedl · Schönfels · Seitz · Steinbach · Wenninger · CT: - | Austria (bandiera) |